# 沖縄戦における集団自決
沖縄戦における集団自決（おきなわせんにおけるしゅうだんじけつ）では、第二次世界大戦（太平洋戦争）時において、沖縄県で発生したとされる集団自決を扱う。

## 概要
沖縄戦では、一般住民が集団で自殺する行為が発生し、これを「集団自決」と一般的に呼ぶ。主な事例としては、伊江村のアハシャガマ など約100人、恩納村11人、読谷村のチビチリガマなど121人以上（詳細は後述#チビチリガマの集団自決）、沖縄市美里33人、うるま市具志川14人、八重瀬町玉城7人、糸満市、カミントウ壕など80人、座間味島234人、慶留間島53人、渡嘉敷島329人 などとされている。研究者の中には計1000人以上との見方もあり、これは沖縄戦における住民死者9万4000人の1%強にあたる。
戦後、一部の文献（1950年の『鉄の暴風』など）では、日本軍の命令など、手榴弾を渡され、強制により自殺することになったとしているが、否定・疑問視する見解もある。
沖縄戦における県民の犠牲者に関する教科書への記載は、1974年に家永三郎著『新日本史』（三省堂）の脚注に「沖縄県は地上戦の戦場となり、10万をこえる多数の県民老若男女が戦火のなかで非業の死に追いやられた」と書かれたのが最初である。1982年の高校教科書『日本史』（実教出版）の脚注において、江口圭一が日本軍による住民殺害を書いたところ、検定意見がついて除去されたが、これに沖縄県が猛反発したため次の検定より「住民殺害」という記述が教科書に載るようになった。しかし、1983年に家永三郎が教科書『新日本史』で日本軍住民殺害を記述したところ、当時の文部省は「（自殺である）集団自決が多かったのだから、集団自決をまず書け」との検定意見（修正意見）をつけた。この検定意見の適法性に関して争われた家永教科書裁判の判決において、理由中の事実認定では軍による住民の投降阻止のための自決強要や殺害など家永の主張に沿う内容が含まれていたが、結論として「集団自決を記述せよとの検定意見は違法とまでは言えない」とされた。この裁判の結果、「集団自決」の記述が教科書に追加されることになったが、その「集団自決」が日本軍の強制であったか否かの論争が活発となっていった。

## 言葉について
「集団自決」という言葉は戦後、沖縄タイムスが刊行した『鉄の暴風』の執筆者の一人である太田良博が、沖縄戦当時使われていた「玉砕」という用語を言い換えて作り出した言葉である。戦争中に実際に使われていたのは「玉砕」「自決」「自爆」などであった。沖縄では『鉄の暴風』以後、この「集団自決」という言葉が主として使われてきたが、あくまでそれは軍の命令によって起こされたものとしてとらえられてきた。自決とは本来、軍人が敗北の責任をとって行うものであり、民間人が行うことを指すものではないとし、援護法の援護対象となる戦闘参加者という区分中に集団自決が挙げられているにしても、それはあくまでも特別に生まれた法律用語であって日本語の本来の意味において沖縄戦では「集団自決」はなかったとする主張もある。その一方で「集団自決」とは、「住民が犠牲的精神を発揮し自発的に皇国に殉じた」ことを表す言葉と捉えている者も存在する。
沖縄国際大学教授の石原昌家は「“集団自決”という言葉をたとえカギカッコ付きであっても使うべきではない。自決というのは自らの意思によって死んだという意味。したがって、軍人が自らの責任をとって死ぬことに使うことはできても、語句本来の意味から、住民に対しては集団自決という用語は使用できない。集団で命を絶った実態は、日本軍の作戦による強制や誘導、命令によるものだったので“強制集団死”“強制死”として本質をとらえ直さなければ、真実を見誤ってしまう」と主張している。

## 著名な事例

### チビチリガマの集団自決
沖縄戦でもっともよく知られている集団自決事件として、チビチリガマでの事件 が挙げられる。
3月末から激しい爆撃があり読谷村の住民は近隣の者、多くはいくつかの親類で集まってガマ（洞窟）で寝起きするようになり、チビチリガマには140人近くがいた。4月1日読谷村に上陸した米軍はチビチリガマに迫った。ガマの入り口に米兵が現れるとガマの中にいた3人（後述の従軍看護婦であった25歳の女性を含む）が竹槍を持って外の米兵に向かって行き、2人が重傷を負った（その後、死亡）。外が米軍でいっぱいであることがわかりガマの中がパニックになると、南方帰りの在郷軍人（満期除隊した高齢の男性）がサイパンではこうして死んだといって、布団に火をつけて窒息死しようとした。だが4人の女が止め火を消した。4人の女性はいずれも子供がいたという。ガマの中は騒然となった。4月2日武器一つ身につけていない米兵がガマの中に入ってきて、投降を呼びかけ投降勧告ビラを残していった。
米兵が去った後、在郷軍人が「見たらいかんよ」「誰も見るな」と言いながらビラを人々から取り上げて回収すると、ガマの中に「もうどうにもならない。終わりだ。」と動揺が走り自決が始まった。在郷軍人が「だから昨日死んでおけばよかった」と言って再び火をつけたが、また4人の女が消した。従軍看護婦であった25歳の女性が、中国戦線で中国人住民がいかにむごく殺されたかを語り、死のうと言った。彼女は毒薬を持っており注射器でそれを家族親戚15人ほどに注射して人々は死んでいった。周囲の人は「あんなに楽に死ねる」と言ってうらやましがった。再び布団に火がつけられ、ガマの中はパニックになった。ガマでは84人が死んだがその半数は12歳以下の子どもである。
数十人はガマを出て米軍に投降した。ガマを出たとたん米兵に大歓迎を受けたと感じる者も 殺されるのではないかと思っていた者も いた。なお、同じ読谷村内でもチビチリガマがら600m離れたシムクガマに避難した約1000人は英語を話せる男性等（比嘉平治と比嘉平三）の誘導で1人も死ぬことなく投降した。こうした経緯は1983年ころ作家の下嶋哲朗が全容を発掘するまでまったく明らかにされなかった。それは率先して死のうと言った者も、その結果死にたくないのに死んだ者も、またその恨みを持つ者それぞれが同じ集落内の隣人や近親者であり、この「集団自決」の忌まわしい記憶を呼び覚ます事に強い抵抗があったからである。読谷村の集団自決については読谷村史がWEB上で公開されている。

## 事件の背景
太平洋戦争では、日本側の軍人をはじめ、戦闘に巻き込まれた民間人などの間で、沖縄戦をはじめとしてサイパンの戦い、樺太の戦い、満州の戦いで多くの集団自決が発生している。
沖縄においても戦陣訓の「生きて虜囚の辱を受けず」という一節や長年にわたる皇民化教育の影響の他に、日本本土においても鬼畜米英の宣伝の結果として、｢米軍が上陸してきたら男は殺され、女は強姦される」といった噂話が流布したりもしていたが、沖縄ではさらに、住民らがしばしば日本軍兵士らによって「捕虜になれば男は戦車でひき殺され、女は暴行され殺される」といったことを言い聞かせられ、米軍に降伏しても命が助からず、陵虐の果てに殺されるだけだと考えたこと等により、自決に追い込まれたという。米軍上陸の前に民間人をも無差別に殺傷する米軍による十・十空襲（無差別爆撃）や「鉄の嵐」と呼ばれた砲撃の体験、あるいは、むしろ日本軍自らが惹き起こしたものが主体となるが、中国戦線などでの従軍経験を持つ軍人、従軍看護婦、地元の元出征兵士（在郷軍人会の会員など）による、戦場での残虐行為に関する彼らの体験談が、捕えられれば大変なことになるということを信じさせていったとも言う。
米軍上陸前まで日本軍が米軍に敗北するという認識をすべての県民がもっていたとはいえないが、海上を埋め尽くした米艦船を目撃した多くの県民の中には、米軍への投降のみが生存への唯一の道と当時考えていたと体験談で語った者も多い。当時の国際法上捕虜になるのは軍人だけで民間人は保護されることになっていたが、住民も捕虜になるのは恥辱であるとされていた。
軍部の台頭による国粋主義（大和民族の民族優越主義）の暴走とそれに伴う教育の強化（神国化教育・軍事教練などの精神教育）が大きな原因であるという意見も存在する。
集団自決については、議論があるが、沖縄戦に参加したひめゆり学徒隊の生き残りの本村つるの証言でも戦闘がはじまる少し前までは「戦闘がおわれば、またうちに戻れる、ちょっとした遠足気分にしか考えていなかった」と当時のことを回想し述べており、上陸前に米艦船で海面も見えなくなったのを見た人は軍民ともに多く、そのときになって初めて米軍による全域の占領を初めて悟ったと言う体験談が多い。実際、戦場で追い詰められた軍人や住民の多くは、占領されたときのことをあらかじめ想定する時間がなかったため、生か死かの2択しか基本的に発想できなかったほどであった。
なお、軍の強制（軍命令）について議論があるのは前述のとおりであるが、詳細は#集団自決が軍の強制か否かを参照。

## 集団自決が軍の強制か否か
沖縄戦集団自決には、それが軍の強制であったかどうかで論争が存在する。 戦後の琉球政府の事務上の都合で軍命令はあったとされた例、一将校の精神演説をそのまま軍命令として認識し捉えた例、手榴弾を渡されたことが軍命令があったとされた例、軍機違反のため民間人が壕を追い出されたという経験がそのまま軍強制があったと解釈される例、なんらかの理由で戦闘や軍人自決に巻き込まれたことが軍の強制があったとする例など、地域の状況・個人の捉え方など人によって定義も様々である。軍隊としての組織的命令は無く、むしろ軍隊は自決を阻止しようとしたとする説もある。以下に両論を載せる。
教科用図書検定調査審議会第二部会日本史小委員会は平成19年に、手榴弾の配布などを通じて沖縄における集団自決への軍の関与は大きかったと考えられるとしながらも、その他の種類の影響力もあった可能性もあるとして、教科書では単純化された記述を避けるべきだとした。

### 軍の強制によるものとする立場

#### 研究の経緯
集団自決がその実態としては日本軍の強制であるという研究者の見解は、1984年の家永教科書裁判第3次訴訟時に研究者により示され、その後に成書として出版されている。また、以後の教科書検定撤回運動の際などに、新聞記事にも取り上げられるようになった。沖縄国際大学講師の大城将保は「これ以後集団自決が日本軍の強制であることは、研究者の間でも定説となり多くの教科書にもそのように書かれてきた」と主張している。
現在までの沖縄戦に関する歴史書の多くは、集団自決は日本軍に強いられたものと主張している。もっとも、軍の強制とする立場の大城将保は、1983年段階では「事実関係については今のところ曽野説をくつがえすだけの反証は出ていない」と否定説に立つ調査について評価していたとされる。また、「『隊長命令説』はなかったというのが真相のようだ」と述べた旨も報道された（1986年6月6日付神戸新聞）が、大城は後の自著で捏造記事であると述べている（詳細は後述）。
なお、家永教科書裁判では沖縄戦に関する部分の検定は合憲とされたが、沖縄戦における集団自決については裁判所は判決文の中で、「（当時の）学会の状況にもとづいて判断すると、本件検定当時における沖縄戦に関する学会の状況は（中略）日本軍の命令によりあるいは追いつめられた戦況の中で集団自決に追いやられたものがそれぞれ多数にのぼることは概ね異論のないところ」とした。

#### 主張される強制の事実
日本軍は、民間人に適用すべきではない戦陣訓や防諜 を理由として米軍への投降をしないよう命令していた。投降は敵に情報を提供し日本軍を不利にする行為として、治安維持法の「国体の変革を目的とする者」とされた例もあり、投降者への狙撃 も行われた。元大本営参謀の厚生省引揚援護局厚生事務官馬淵新治は、沖縄戦での軍による強制によって、なんらかの形で住民が死亡する事例が多数起きていたことを証言した。将兵の一部が住民の避難していたガマに立ち入り、『軍の作戦遂行上の至上命令である、立ち退かないものは非国民、通敵者として厳罰に処する』などと言い、住民を威嚇して壕からの立ち退きを命じて自己の身の安全を図り民間人を米軍の砲撃爆撃下にさらし死に追い込んだ例、貧弱極まりない個人の食糧を『徴発』と称して略奪した例、住民の壕に保身から進入した兵士の一団が無心に泣き叫ぶ乳児の親に対して『此のまま放置すれば米軍に発見される』と殺害を強要した例などがある。
このように住民が米軍支配下に入ることを認めなかったことから、集団自決は、日本軍の強制と切りはなして考えることはできないと主張する。戦陣訓の中の「生きて虜囚の辱を受けず」という一節や、当時の日本政府や軍人が国民に対して、鬼畜米英と恐怖心を植えつけ

、投降の方法などを教えなかったことなどが、多くの軍人や民間人に影響を及ぼし、自殺へとつながったとする意見がある。
当時沖縄では、根こそぎ動員により15歳未満の子供から65歳以上の高齢者まで徴兵され、日本軍の指揮下にあった。行政組織の上に軍が指揮・命令する形で住民を完全に統制し、天皇のために死ぬことは尊いという考え方と共に、捕虜となることが確実ならば住民は死ぬべきであるという命令・訓示があらかじめ行われている。また実際に軍管理下の手榴弾を住民や従軍看護婦に配ることが行われた例もある。こうした状況から安仁屋政昭は軍による直接の命令がなくても軍により死に追い込まれたものであり強制されたものだとしている。林博史は同様な状況の2つの壕において、日本軍が同居した壕では「集団自決」がおこり、日本軍の存在しない壕では「集団自決」がおきなかった例を具体的に指摘し、多くの例を検討した上で直接の命令がなくても軍による強制と考えるべきとしている。

#### 強制の証拠
慶良間諸島の場合については、当時の兵事主任（あるいは助役）やその親族が、「集団自決」の命令が直接に日本軍からきたと証言している。具体的には、渡嘉敷島では兵事主任富山真順（戦後死去）が、戦後「軍から命令された」と証言しており、集団自決の生存者である金城重明も現場で軍命令が村長に出たことを伝えている人物がいたことを証言している。慶良間島では、宮里盛永、宮平春子及び宮村トキの3人（それぞれ兵事主任の宮里盛秀の父親と妹達）が、宮里盛秀より「軍から命令が出ている」と聞いた旨を手記に書いたり、証言している。
また、渡嘉敷島の場合について、赤松が投降のため山から現れたときに地元の女子青年団長である古波蔵蓉子が同行していたが、その姪である人物が母（古波蔵蓉子の妹）に蓉子が集合場所に行くなと言っているのを自決事件の前に聞いたとされる。これを、文芸評論家の山崎行太郎は少なくとも赤松がこれから起こることが分かっていた証と考えている。とくに渡嘉敷においては、集団自決以前に、通敵したとの名目で部隊長である赤松の指示による渡嘉敷や周辺の島の住民の処刑が相次いでおり、赤松部隊から自決を指示されたとき、拒否しても、今度は名誉さえ汚されて処刑されるだけという意識が住民の間に醸成されていった節がある。

### 軍の強制を否定・疑問視する立場

#### 集団自決の強制を否定する意見
集団自決は「軍の命令だった」とする意見や、「強制があった」や「関与があった」とする主張に対し、軍命を出したとされる当人の他、否定・疑問視する意見を出す住民、研究者、ジャーナリストもいる。
渡嘉敷島の陸軍海上挺進戦隊第三戦隊第三中隊長、皆本義博中尉（陸士57期）によれば、「戦後、沖縄の集団自決は軍の命令によるものだという説が出ましたが、そんなことはありえません。むしろ渡嘉敷の方々は、命をかけて父祖の土地を守ろうと会津白虎隊のような精神で殉ぜられたのではないかと考えます。そのような気質の方ばかりでした。また、そもそも軍には村民に命令を下す権限はなく、集団自決を命じたなどという証拠は何もない。軍が手榴弾を渡したということもありません。当時、村では臨時の防衛隊が組織されていて、これは在郷軍人を長として協力者を集めたものでした。いわば義勇兵です。彼らは手榴弾などを持っていました。それが、村民の手に渡るのは容易だったのです。」と回想している。ただし、当時の沖縄の防衛隊は在郷軍人による義勇兵ではなく、ほとんどが1942年の防衛招集規則に基づく防衛招集兵で、法的には正規兵にあたるとされる。また、渡嘉敷島では島民がしばしば軍の作業協力に動員された他、村の兵事課を通じて自決に先立って島民に集合命令が出されている等、この説明はいろいろな点で疑問がある。
2009年5月1日発売のうらそえ文藝第14号に、慶良間諸島の赤松嘉次隊長と梅澤裕隊長が軍命を出した事実は一切なく、沖縄県内のマスコミによってスケープゴートとされているという内容の、掲載された、沖縄県文化協会長の星雅彦（同誌編集長）と上原正稔の対談記事が掲載された。2人は翌6月9日に沖縄県庁で記者会見を開き、「あたかも2人を悪者に仕立てた沖縄タイムスと琉球新報の責任は非常に重い」「真実が明らかになった今、沖縄県民は2人の隊長に謝罪し、人間の尊厳を取り戻すべきだ」「（「鉄の暴風」は）現地調査しないまま軍命による集団自決をでっち上げたという結論に達した」と訴えた。
命令者とされてきた赤松元大尉の弟と梅澤元少佐は、後述のような証言・著書等を証拠として、命令をしたと断言してきた大江健三郎の『沖縄ノート』、家永三郎の『太平洋戦争』に関し、名誉毀損による損害賠償、出版差し止め、謝罪広告の掲載をもとめ、大江健三郎と岩波書店を訴えるに至った（「集団自決」訴訟）が、その請求は退けられた。
日本会議国会議員懇談会は、「日本軍の強制性を強める修正を行うことは教科書への国民の信頼を傷つける」として記述の再訂正に反対する決議を採択した。また、議員連盟「日本の前途と歴史教育を考える議員の会」も否定的な見解を示している。

#### 証拠が不十分との研究
渡嘉敷島における「集団自決」について、赤松嘉次隊長による命令によるものという沖縄で言われてきた。これについて、評論家の石田郁夫が1967年渡嘉敷島を訪問、彼自身は赤松が最大責任者と考えるものの、渡嘉敷島でも例えば集団自決の犠牲者の多かった阿波連部落と少なかった渡嘉敷部落では、当時の島の守備隊への意見に温度差があること、集団自決の前段階となった集合命令を村役場の担当者に伝え島民を集めさせたのは当時島に派遣されていた駐在巡査であるが、その巡査が米軍と戦いさえしなかった赤松隊長を名将とし、その言葉そのままに島民にも赤松を名将とする者すら1人いたこと（後に、その人物は巡査が下宿していた家の人物であることが明かされている。また、その人物と巡査はいずれも、赤松らが米軍との戦闘を避けたために、戦乱に巻き込まれて死ぬ危険を避けることが出来た立場の人物である)、当の元駐在巡査は既に島を去って沖縄本島にいること等をルポした。以後赤松元隊長はマスコミに登場し始め、集団自決命令を出したことは無いと主張するようになった。週刊新潮は、これを防衛庁の戦史が彼の名誉を回復したからとも（戦史が彼に同情的に書かれたのは、元赤松部隊員が防衛庁にいて、その働きかけがあったとも言われている）、名将説が現われたことに本人が気を良くしたからとも渡嘉敷島では言われていることを紹介している。これに関し、赤松らと自決命令があったとする渡嘉敷島の住民の間では意見対立が続いていた。1970年渡嘉敷村長が慰霊祭を計画、赤松をはじめ当時の部隊関係者が島を訪問することとなった。沖縄本島に到着したところで、赤松らはそれまでの自決命令否定論もあって激しい抗議反対運動に直面、このことも地元マスコミに報道された。一般元兵士らを別として、赤松ら元幹部らは直接訪問を断念した。（後に曽野綾子が書くところによれば、沖合から手旗信号で上陸元兵士らにメッセージを送ったともされる。）
それ以前に沖縄のひめゆり部隊について取材していた曽野は、これらの話や大江健三郎の著書『沖縄ノート』の内容等を知って興味を持ち、渡嘉敷島を訪問取材した。その結果、隊長の集団自決命令説の根拠が曖昧で疑わしいことを、現地取材や赤松元隊長･元隊員らへの取材、(意見対立が激しくなった此の頃、元赤松部隊員らがまとめ直したものであるが）部隊の陣中日誌を通して明らかにしたとする。曽野は「神と違って人間は、誰も完全な真相を知ることはできない」とし、「私は、直接の体験から『赤松氏が、自決命令を出した』と証言し、証明できた当事者に一人も出会わなかった」と言うより他はないとした。
曽野の著書について仲程昌徳琉球大学法文学部教授は「この著書は公平な視点でルポルタージュされた「本土の作家の沖縄戦記」である。曽野の調査が進んでいくにしたがって集団自決は疑わしくなっていくばかりではなく、ほとんど完膚なきまでにつき崩されて、「命令説」はよりどころを失ってしまう。これまで集団自決のあらゆる著書で引用された『鉄の暴風』の集団自決を記載した箇所は、重大な改定をせまられた。」と評価した。ただし、後述の大江に対する名誉棄損訴訟では、曽野の取材に対し「取材対象に偏りがなかったか疑問が生じる」との判決が出ている。(法廷闘争欄参照）また、この仲程の主張は、例えば太田良博の、曽野は自決命令があったことを自身の手記に書いている金城重明に取材していない、赤松の主張に不自然な点が多々ありながらそれらを問題にしていない、朝鮮人徴用工の扱いについて曽野がこれを書けば大変なことになると言うのを太田が聞いた（つまり、それが実際に書かれていない以上、曽野は不都合なことは伏せていると思われる）といった指摘と、かなり異なる。また、山崎行太郎は、曽野の著作に関して、赤松元部隊員がまとめ直した資料を根拠にしていること、その中の自決に関する重要な部分に事実と異なる部分がある事を指摘して、批判している。
曽野の調査について、『沖縄県史』の解説文で梅澤命令説を記述した沖縄史料編集所の大城将保主任専門員は、「曽野綾子氏は、それまで流布してきた従来の説をくつがえした。『鉄の暴風』や『戦闘概要』などの記述の誤記や矛盾点などを丹念に指摘し、赤松隊長以下元隊員たちの証言をつき合わせて、自決命令はなかったこと、集団自決の実態がかなり誇大化されている点などを立証した。事実関係については今のところ曽野説をくつがえすだけの反証は出ていない」と述べたともされる。（ただし実際には、曽野自身は、自分は集団自決命令は絶対になかったとはしていないと語り、何か新証拠が出てくれば容易にひっくり返り得ると著書で書いている。）
1986年には神戸新聞が「『沖縄県史』訂正へ」「部隊長の命令なかった」との見出しを掲げ、大城が「紀要」に梅澤元隊長の手記を掲載したうえ、梅澤命令説の根拠となった手記「血塗られた座間味島」を書いた宮城初枝自身が「真相は梅澤の手記のとおりであると言明している」と記述し、実質的に県史を修正したと報じた。同時に大城将保主任専門員の「宮城初枝さんからも何度か話を聞いているが、『隊長命令説』はなかったというのが真相のようだ」というコメントを掲載した。
しかし、これに対し、大城は1989年の『沖縄戦の歪曲と真実』のなかで、「私は『神戸新聞』からインタビューを受けたこともないし、掲載紙が私や史料編集所へ送られてきた形跡もまったくないし、最近までこのような記事の存在さえ知らなかった。念のため複数の当時の同僚にも確かめてみたが誰も知らないという返答だった。」と否定し、また、沖縄資料編集所の紀要に梅澤手記を載せたが、それについては手記を載せたことが『沖縄県史』を訂正したことにはならない（つまり、梅澤の主張も彼個人の主張として、真偽を問わず公平に紹介してあげただけ)、と主張している。
なお、曽野の著作では、赤松の関わった陸軍の特攻艇を体当たりを目的とした生還不可能な特攻艇と書いているが、指揮官指示でそういう運用を取ることもあるが、本来は肉薄して爆雷投下することを目的とするもので、海軍の特攻艇と異なり、必ずしも特攻するための兵器ではない。赤松の部隊らも投下、反転離脱の訓練に取り組んでいたとの証言もある。

#### 強制を否定する証拠
1985年7月30日付神戸新聞では「絶望の島民悲劇の決断」「日本軍の命令はなかった。」という大見出しの下、軍命令はなかったとする島民の証言を掲載し、座間味島の集団自決は「米軍上陸後、絶望した島民たちが、追い詰められて集団自決の道を選んだものとわかった」と報道した。そこには宮城初枝が「梅澤少佐に自決を求めたが、「最後まで生き残って軍とともに戦おう」と武器提供を断られた」という証言が掲載されている。
慶留間島の大城昌子によれば「前々から阿嘉島駐屯の野田隊長（海上挺進第三戦隊長・野田義彦少佐）さんから、いざとなった時には玉砕するよう命令があったと聞いていましたが、その頃の部落民にはそのようなことは関係ありません。ただ、家族が顔を見合わせて、早く死ななければ、とあせりの色を見せるだけで、考えることといえば、天皇陛下の事と死ぬ手段だけでした。命令なんてものは問題ではなかったわけです」、「米軍にひきいられながら、道々、木にぶらさがって死んでいる人を見ると非常にうらやましく、英雄以上の神々しさを覚えました。（自分がなさけなくて）しまいには、死人にしっと（嫉妬）すら感じるようになり、見るのもいやになってしまいました」と述懐している。
また、2008年には座間味島で梅沢少佐のもとで防衛隊員であった宮平秀幸が梅澤命令説を否定する新証言を行った。宮平によれば、1945年3月25日10時ごろ、野村村長や村三役（宮里盛秀助役）、女子青年団の宮城初江らが、梅沢少佐のいる本部壕を訪ねて「明日はいよいよ米軍が上陸する。鬼畜米英に獣のように扱われるより、日本軍の手によって死んだ方がいい」「すでに住民は自決するため、忠魂碑前に集まっている」と梅沢少佐に頼み、自決用の弾薬や手榴弾、毒薬などの提供を求めたが、梅沢少佐に断られた。そのため同日午後11時ごろ、忠魂碑前に集まった約80人の住民に対し、野村村長は「梅沢少佐に自決用の弾薬類をもらいに行ったが、もらえなかった。皆さん、自決のために集まってもらったが、ここでは死ねないので、解散する」と話し、住民たちはそれぞれの家族の壕に引き返したという。これらのやりとりを宮平秀幸は「すぐ近くで聞いていた」とし、また彼は梅沢少佐の元部下から生前に送られた手記を保存しており、そこにも、まったく同じことが書かれていると語っている。
しかし、大江・岩波沖縄戦裁判の大阪高裁（2008年10月31日判決）は、宮平秀幸新証言は「自らが述べてきたこととも明らかに矛盾し、不自然な変遷があり、内容的にも多くの証拠と齟齬している。」「明らかに虚言であると断じざるを得ず、到底（証拠）採用できない。」とした。最高裁（2011年4月21日判決）も高裁判決を支持した。

#### 援護法適用のための偽証との見方
渡嘉敷島･座間味島の事例などについて、軍による強制であるとの証言が行われてきたのは、援護法の適用を受けるための偽証だったのではないかとの主張もある。ただし、これが当時島に駐留した部隊関係者以外の者からも強く主張され始めたのは、2000年に宮城晴美が著した「(母の遺したもの)」の中でその母である宮城初枝(座間味島)が自身には梅沢が自決を指示したことはなかったことが書かれ、それを梅澤裕と赤松嘉次の遺族が2005年に起こした後述の名誉棄損訴訟の提訴理由の中で挙げてから以後のことである。下記議論中の発言や証言は、2005年以前の発言や証言とされるものについても、その幾つかが実際に聞かれるようになったのは、しばしばこの2005年の裁判以降のことであることに注意する必要がある。（なお、渡嘉敷を取りあげた曽野綾子の「ある神話の背景」(1973年）の中にも、渡嘉敷島の赤松隊員であった元兵士から、既にこの主張が自己正当化のためになされていることが書かれている。その一方で、渡嘉敷の場合は、自決命令があったからというよりも、そもそも島民がほぼ何かしらの軍の要請で動員されていたため、全員が準軍属として援護法適用対象となったものであることも、曽野は同書で指摘している。しかし、同時に、"役所というものは意地悪なものであるから、援護法適用の対象となるには軍の自決命令があったと主張する必要がある"という意識が島民の方にはあったに違いないと、曽野は、純然たる民間人の島側住民の話は聞かずに元赤松隊の兵士の話だけで事実上決めつけている。）
宮城晴美(座間味島)は「厚生省の職員が年金受給者を調査するため座間味島を訪れたときに、生き証人である母（宮城初枝）は島の長老に呼び出されて命令があったと言って欲しいと頼まれ、調査に対し、隊長命令は聞いていないが命令があったことにした」（『母の遺したもの』2000年版）と自著に記していた。しかし大江・岩波沖縄戦裁判が始まると、玉砕命令に関する部分については、米軍上陸前夜のその時点の自分らの直接の出来事を述べたのであり、梅澤らの提訴理由は｢母は直接聞いていない｣とした箇所が都合よく利用されたもので、集団自決自体は軍の強制であると新聞で主張した。（なお、長老からの初枝への依頼は、梅澤隊長の元に自決の話をしにいった５人の唯一の生き残りということで証言依頼が来たもので、島民側もその時そこで自決が決定されたと思っていたためである。）
櫻井よしこは、週刊新潮の自身のコラム『日本ルネッサンス』において、宮城初枝は、上記の告白後、「国の補償金がとまったら、弁償しろ」などと村民等から非難を浴びることとなったが、彼女が再び発言を変えることはなく、数人の住民も真実を語り始め、自決命令は宮里盛秀助役が下した、と書いている。(ただし、原文を読む限り、櫻井自身が実際に何か見たとか聞いたとか云ったことではなく、"きっとこのような事が起こったのではないか"という、櫻井の想像を述べただけのものであるように思われる。）一方、上記『母の遺したもの』の著作者である娘の宮城晴美は、集団自決の命令について座間味島の民間人全員が直接告げられていなかったとしても軍からは島の指導者層に伝えられていたとする。
『神戸新聞』は1987年4月18日付け記事で、座間味島の宮里盛秀助役の弟の宮村幸延が、「兄の宮里盛秀（当時の助役・兵事係）は軍から自決命令を受けていない、梅澤命令説は援護法の適用を受けるために創り出されたものであった」 と認めたと報じた。ただし、これに関し、宮村幸延は、梅澤から”軍命はなかった。住民は自発的に集団自決した”という内容の文書に｢公表しない。家内に見せるためだけのものだ」として押印してくれと頼まれ、いったんは断ったものの、その後、直接の面識はないが宮村の戦友に当たると称して訪ねてきた人物らと共に夜通し泡盛を呑み、翌朝酔っている中で再訪してきた梅澤から頼まれ、つい文書に押印したものだと生前語っていたことが、後記の名誉棄損訴訟の中で認められている(当該訴訟が起こされたのは宮村幸延が亡くなってからである)。また、宮平春子（宮里・宮村兄弟の妹）は、さらに集団自決事件当時そもそも宮村幸延は徴兵で福岡に行って座間味にはおらず、このような文書内容を証明出来る筈もないとした上で、この発言内容を認めている。
戦後の琉球政府で軍人・軍属や遺族の援護業務に携わった照屋昇雄は、「遺族たちに援護法を適用するため、軍による命令ということにし、自分たちで書類を作った。当時、軍命令とする住民は1人もいなかった」「戦後、島の村長らが赤松嘉次元大尉に連絡し、命令を出したことにしてほしいと依頼し、赤松元大尉から同意を得て（本当は命令していないが）命令があった事となった」と語っている。ただし実際には、赤松自身は単に自決は自分の命令したものではないと語ったことしかない。（なお、座間味の梅澤の方は、宮城初枝から自決命令は聞いていなかったとの告白を受けた時に、島の人が助かるならば自分が悪者になるのはかまわない、自身の家族に真実が伝われば十分と語っている。娘の宮城晴美は、このとき母の初枝が雑誌に投稿したことがあったことまでは語っていなかったようで、それが梅澤に裏切られたような思いを与えたのではないかと解している。）また、照屋昇雄は自らを昭和20年代後半から琉球政府社会局援護課に勤務していたと述べるが、彼が社会局援護課で勤務を始めたのは琉球政府の資料に依れば昭和33年(あるいはせいぜい昭和32年10月から)とする主張もあり、沖縄の集団自決そのものについて適用方針自体は遅くとも昭和32年7月には決まっており、同年の事前に行われた支給対象者の聞取り調査には照屋は援護課職員として間に合っていなかった筈で、照屋の主張は信頼できないとする説がある。
中村粲は、当時、島にいた守備隊の兵士を対象とした自身の調査の結果として「命令がなかったことが明らかであり、年金支給のために軍命令があったという証言が発生した」とする。
他には、赤松ら部隊関係者が1970年にこの時の村長らに招かれて沖縄を訪問した際に激しい抗議運動に沖縄本島で直面し、記者会見を行ったが、そこで赤松の部下であった連下政市元小隊長が「もし本当のことを言ったら大変なことになる。真相はいろんな人に迷惑がかかるから言えない」と語ったことを、援護法適用に結びつける向きもある。ただし、彼らの沖縄訪問の目的はあくまで英霊慰霊のためと主張が一貫しており、彼ら自身が懺悔という言葉を使ったこともなく、会見報道の印象の限りでは、迷惑云々は事件当時の旧軍関係者に対してであり、あくまでも内輪向きの都合を語った主張であるように見受けられる。
そもそも援護法適用については、沖縄復帰にあたっての厚生省の事前調査で悲惨な沖縄戦の状況から救済措置を取る必要が痛感され、そこで、住民がしばしば軍のための作業協力や物資確保に動員され、ときには末端の兵士にまで食事の提供や道案内･情報提供をしていたことに着目し、これらの行為があれば、純然たる雇用関係でなくとも、軍のもとに置かれた何らかの身分類似の関係があるとして、援護法の適用対象にすることが可能ではないかとして考えられたものとされる。準軍属という身分を設け、その中に戦闘参加者という類型を立て、さらにその中で集団自決をした者も対象とされた。何を対象とするかについては軍への積極的な協力が線引の基準とされたとも言われるが、集団自決に関し文言上は軍命の有無は要件とされていない。
また、援護法の性格上、雇用等の身分類似の関係に基づいて権利が発生するものであり、その身分で戦傷病･戦没したときには本来当然に適用対象となる筈のものである。むしろ、純粋な法理論の問題としては、軍の強制ということを殊更強調すれば、積極的な協力者ではなく軍の不法行為による被害者ということになり、また別種の法律適用の問題ではないかとの議論になりかねない。この点について、石原昌家は、軍強制による集団自決となれば積極的な協力者とされないので寧ろ援護法の適用対象から除外されるとしている。現に、戦闘参加者の類型中、壕提供に関しては、兵士らに壕から追い出された住民がその事実のまま援護法適用を申請すると、(提供という言葉に対する審査担当者の単なる言語感覚の問題であったのかもしれないが）自発的な壕提供･軍協力でないとして援護法適用が却下されることがあり、申請窓口担当者に"厚意で"壕提供に書き直させられるケースが生じているとされる。
これに対して、石原俊は、集団自決に関しては事実上軍の強制があったことを前提に援護金が支給されていること、また、行政の担当部門への取材結果として、軍命を受けた結果として軍と自決者の間に命令を受けるような身分類似の関係が発生したものとして行政担当者から扱われているらしきこと、あくまでもその意味において認定に軍の命令が要求されているようであることを報告している。(石原昌家は積極的な協力ということを協力の質や貢献程度の問題として考えたようであるが、審査担当官としては、例えば自発的な難民誘導のように軍の要請が全くない場合は適用不能だが、根こそぎ動員や単なる集合命令であっても軍命を受けて応じたという事実があれば協力者として準軍属の身分が発生し、死が集団自決であれば私的な自殺でなく戦死の一種として認定に十分だったのではないかと考えられる。宮城晴美は自身も軍命が必要だと思っていたが、これは後に作られた説であり、慶良間諸島の場合は当初の段階から全て認定する方針であったことを知ったとしている。もちろん、そうであっても、住民側で自決命令まで軍から出ている必要があると誤解していた可能性はある。)
家永三郎は、『太平洋戦争』の第二版（1986年）では、赤松命令説に関する記述を削除している（ただし梅澤命令説は削除していない）。

#### 援護法との関係が問題となった裁判における判断
しかし、大江・岩波沖縄戦裁判の大阪高裁（2008年10月31日判決）は、次のように判示した。最高裁（2011年4月21日判決）も支持している。
- 宮城晴美『(母の遺したもの)』について。「『母の遺したもの』から集団自決について援護法の適用のために梅澤命令説が捏造されたとは 認めることはできない。」
- 宮村幸延の「証言」と題する親書について。作成経緯に疑念がある上、宮村幸延は、「集団自決が発生した際には、座間味島にいなかったのであって、集団自決は 盛秀の命令で行われたとか、梅澤命令が実際にはなかったなどと語れる立場になかったことは明らか」 「当時の 事情を知らず、日本軍と村の関係や集団自決の背景には通じていないのであり、自決命令について語れる立場になかった」として、証拠採用しなかった。
- 照屋昇雄の証言について。「反対尋問を経ていないこと」「あいまいな点が多く、裏付け調査がされた形跡もないことなど問題が極めて多いものといわざるを得ない」よって「照屋昇雄の話は全く信用できず」として、証拠採用しなかった。

以上のように原告提出の証拠の信用性を否定した上で、「村当局から、援護法適用のため自決命令を出したことにしてくれなどという依頼がなされた形跡はなく、梅澤もその様な依頼を受けたことを述べていない。厚生省は現地調査をしているのであり、旧日本軍側への調査なしに（援護法の適用が）なされたとは考えにくい」

「梅澤命令説及び赤松命令説は、沖縄において援護法の適用が意識される以前から具体的な内容をともなって存在していたことが認められる」。「日本軍がその作戦に様々な形で住民を協カさせ、軍と行動を共にさせるなどして集団自決などの悲惨な結果を招いていることは沖縄戦全体の特徴（であるとして厚生省は広く適用を認める認定要綱を作成しており、なかでも慶良間諸島は）戦闘に協カした住民を広く準軍属として処遇することになっていたのであるから、梅澤命令説及び赤松命令説を後日になってあえて握造する必要があったとはにわかに考え難い。」

よって「援護法適用のために捏造されたものであるとする主張は採用できない」とした。

#### 議論の曖昧化への批判
秦郁彦は、証言の裏づけも見つからない状況の中で「関与」というあいまいな言葉にすり替えて軍の強制性を語る人間が増えており、これは慰安婦問題と同じことが繰り返されていると批判している。また、日本軍の手榴弾が自決用に使われた事を指して「軍の関与があった」としている人間がいるが、兵器不足であり、兵士に竹槍まで持たせていた日本軍にとって、手榴弾は貴重な武器だった。それを現地召集の防衛隊員に持たせていたものが、家族の自決に流用されただけなのに「手榴弾は自決命令を現実化したものだ」と語るのは問題だとも批判している。ただし、沖縄では兵士に竹槍といったことはなく、この話は将来想定されていた本土決戦での国民義勇隊ないし国民義勇戦闘隊のこと(本土なので形の上では飛躍的に兵員数が増える）と混同があると見られる。また、個々のケースでは、現地指揮官クラスによる示唆･誘導から指示･命令と主張されるものまで、あるいは、現場兵士による直接的な強要によるもの等、様々なものがあるため、全体を論じるときは、言葉の問題として、まず関与として取り上げざるをえない面がある。

### 論争に関する社会問題

#### 法廷闘争
2005年8月に座間味島の元戦隊長であった梅澤裕と、渡嘉敷島の戦隊長であった赤松嘉次の弟が、大江健三郎と岩波書店を大阪地裁に提訴した。二人は大江健三郎著『沖縄ノート』の記述が、慶良間諸島における「集団自決」は隊長の命令によるものとすることで、元戦隊長の名誉を毀損し、遺族の敬愛追慕の念をそこなうものであるとして、出版差し止めや謝罪広告、慰謝料を請求した。原告側は宮城晴美著(母の遺したもの)』や曽野綾子著『ある神話の背景』などをあげ、「集団自決」に対する元戦隊長の命令は否定されているとした。
2007年11月9日、大阪地裁にて『沖縄ノート』の著者である大江健三郎の本人尋問が行われた。大江は「現地調査はしなかったが参考資料を読み、また『鉄の暴風』の著者や沖縄の知識人から話を聞き、「集団自決」は日本軍の命令によるものという結論に至った」とした。これについて原告である渡嘉敷島の元戦隊長・赤松嘉次の弟、赤松秀一は「大江さんは直接取材したこともないのに、いい加減なことを書き、憤りを感じた」と批判した。
2008年3月28日大阪地裁の判決においては、原告の主張は退けられ、被告の大江・岩波側の勝訴となった。焦点となった『母の遺したもの』については、著者の宮城晴美が著書で｢母は直接聞いていない｣と述べた箇所が都合よく利用されたものとして、被告の側に立った証言を行なった。座間味島の戦隊長の命令については、日本兵によって住民に手榴弾が渡されたなどの証言が「梅澤命令説を肯定する間接事実となり得る」とされた。『ある神話の背景』については「命令の伝達経路が明らかになっていないなど、命令を明確に認める証拠がないとしている点で赤松命令説を否定する見解の有力な根拠にはなる」としながらも「取材対象に偏りがなかったか疑問が生じる」「軍の関与を否定するものともいえない」とされた。司法が歴史研究に口を挟むことは、思想や学問の自由に対する迫害になりかねないので、裁判所による軍命と集団自決に関する明確な判断は避けられた。
原告は判決を不服として控訴したが、2008年10月31日に大阪高裁は控訴を棄却、原告側は最高裁判所に上告したが、最高裁も大阪地裁の判断と同じく、隊長が自決命令を発したことを直ちに真実と断定できないとしても、「軍の関与」など合理的資料若しくは根拠があり、当時の被告が隊長が自決命令をしたと「信じるに相当の理由」はあり、それは「名誉毀損」にはあたらないとして原告の訴えを退けた。

#### 集団自決に関する沖縄県民集会
この大江・岩波沖縄戦裁判は、さらに教科書検定問題につながっていく。2008年度分の教科用図書検定（教科書検定）で、軍による関与という記述について検定意見がつき、関与を意味する部分が削除された。この検定の参考資料として文科省は、21の図書とともに大江・岩波沖縄戦裁判における元戦隊長の証言もメディアに公表した。
教科書検定に対する沖縄県民の反発は急速に拡大した。沖縄のマスコミは連日この問題を大きく取り上げ、教育関係者や市民団体の抗議も相次いだ。大江・岩波沖縄戦裁判の被告を支援する団体の活動も活発となった。県議会及び全市町村議会において「検定意見撤回・軍関与記述の復活」を求める決議案が可決された。
2007年9月28日、山崎拓代議士は沖縄において「渡海文科大臣は自分の派閥だ。教科書検定意見に反対するように、自分から言っておく」と発言し、翌日の9月29日には宜野湾海浜公園において、主催者発表で11万人が参加したとする超党派の県民大会が開催された。大会では、文部科学省の教科書検定意見の撤回を求め、集団自決の軍による強制という記述の復活を求める決議があげられた。なお、このときの11万人という主催者発表の動員人数に関する議論に関しては後段を参照のこと。

#### 沖縄県民集会の参加者数の問題
集会に11万6000人（八重山の会場の3500人、宮古の会場の2500人を含む）が集まったとする主催者側発表が琉球新報(見出し11万6000人)、沖縄タイムス(同11万人)、読売新聞(同11万人)、朝日新聞(同11万人)等で報道された。これに対し世界日報が「参加者は4万2千人である」と報道した 。産経新聞は主催者発表であれば実際はもっと少ない筈でそのまま報じるのは戦前の大本営発表にもあい通じるとして朝日を批判、9月3日の産経抄で“関係者から聞いた数字”として4万3千人と載せた。日本経済新聞は「県警調べ約4万2千人」と載せた。西日本新聞は政府関係筋の数字として4万人程度であると指摘した。産経の取材に依れば沖縄県警は参加者人数の公表は必要ないとの立場であった。産経はこれを主催者から過去に抗議を受けた背景があるからとし、県警関係者からの情報として、参加者を4万2000〜3000人と報じた。
週刊新潮は惠隆之介の「相当な空きスペースがあった事から参加者は最大で3万5千人程度だ」との意見を掲載した。(ただし、琉球新報の航空写真を見るとかなりの密集状態で、日傘を差したり、座っているといった言葉から我々が通常イメージするような相離れた状態ではない。）一方で週刊新潮は主催者発表の11万人のみを報道することについて他社を批判した産経新聞の報道について「例えば北朝鮮による拉致集会の参加者だったら産経は主催者発表を参加者数として報じるでしょう」との田島泰彦のコメントも掲載した。また、同号では沖縄県警が参加者人数は公開しないと言明していることや、屋山太郎の数は問題ではないとの主張も掲載している。
沖縄基地の建設･物資輸送の警備を扱っている警備会社テイケイは独自に入手した航空写真から総数1.9万～2万人と算出したと発表、各政党や各新聞社、出版社に送付した。秦郁彦はこれを踏まえ、さらに熊本で似たような手法で３日かけてほぼ同じ数字を出した人がいると聞くと寄稿した。日本会議熊本や「つくる会」は、それらを根拠に主催者発表の参加者数を誇大発表と断じ「政治的キャンペーンをするな」等の批判を行った。
こうした批判もある中、当時の福田康夫総理大臣は国会で参加者は11万人であると主要マスコミとほぼ同じ答弁をし、軍の関与があったとする記述が教科書に復活する流れとなった。

#### 異論を許さない雰囲気があるとの主張
これらの状況に対し、主催者発表の参加者数十一万人は「でっち上げた数字だ」という指摘や、大会に参加した仲井真弘多知事に対し「政治介入だ」という批判、「予算の六割を国の補助金に頼っている分際で」「沖縄のクズども」など、ネットでの誹謗中傷が吹き荒れ、県職員は「集団自決のことをもっと勉強してほしい」と嘆いた。
西日本新聞の中島邦之は、沖縄側も仲井真知事が職員に参加を促し、県教育長も県立学校長らに呼び掛けし、ナショナリズムの対立がエスカレートしていると指摘。また沖縄県出身の芥川賞作家・大城立裕は、こうした分断された状況に「異論を許さない雰囲気に危うさを感じる」と語った。
2009年6月9日の記者会見で、作家の上原正稔は軍による自決命令はなかったとした結論を2007年当時に琉球新報で長期連載中の沖縄戦をめぐる記事に盛り込もうとしたところ、「新聞社側の圧力で断念せざるを得ず、『うらそえ文藝』での発表に踏み切った」と説明しており、沖縄県文化協会長の星雅彦は「今回は勇気を持って真実を知らせるべきと決心した」と述べている。

### 防衛研究所図書偽装問題
いつ頃からか防衛省防衛研究所の図書館で渡嘉敷島、座間味島の集団自決が隊長命令でなかったことが証明されているとの見解を付けた資料が公開されているとの噂が広がっていたが、2008年1月13日これを一部新聞が一般公開されていることが明らかになったとして報じた。これに対し、同月18日当時の衆議院議員鈴木宗男が以下の質問をした。①防衛研究所の設立理念及びその主たる業務、②報道内容は事実か、③事実ならば、資料を作成した防衛研究所の部局並びに担当責任者は誰か、④当資料の作成は、防衛研究所の設立理念及びその主たる業務に該当するか、⑤軍の命令はなかったと主張する根拠、⑥政府答弁書（内閣衆質一六六第四一九号）で自決された沖縄の住民のすべてに対して自決の軍命令が下されたか否かについて、政府としては現時点でその詳細を承知していないと答弁しているが、問題の資料の見解はそれに反しないのか、⑦資料の見解は削除すべきではないのか。
これに対し、政府答弁は以下の通り。①自衛隊の管理及び運営に関する基本的な調査研究と幹部自衛官等の教育訓練、②及び③指摘された資料に、自決命令は出されていないことが証明されていると記載された紙片が「防衛研究所戦史部」名義で貼付されていたが防衛研究所ではこのような紙片を貼付することとはしていない、貼付の経緯等につき関係職員等に聴取したところ貼付していない旨の回答を得た、そのため、④~⑥の回答は困難、政府の見解は先の答弁と変わりない、⑦問題の紙片は既に取り除いた。

### 2007年に文科省が教科書検定で参考とした図書
- 家永三郎『太平洋戦争』岩波書店〈日本歴史叢書〉、1968年
- 同『太平洋戦争 第2版』岩波書店〈日本歴史叢書〉、1986年
- 石原昌家『証言・沖縄戦：戦場の光景』青木書店、1984年
- 石原昌家ほか『争点・沖縄戦の記憶』社会評論社 2002
- 大江健三郎『沖縄ノート』岩波書店〈岩波新書〉、1970年
- 大城将保『沖縄戦：民衆の眼でとらえる「戦争」』高文研、1985年
- 大田昌秀『写真記録・これが沖縄戦だ（改訂版）』琉球新報社、1977年
- 同（編・著）『総史沖縄戦：写真記録』岩波書店、1982年
- 同『沖縄戦とは何か』久米書房、1985年
- 沖縄県沖縄史料編集所（編）『沖縄資料編集所紀要、第11号』沖縄県沖縄史料編集所、1986年
- 沖縄タイムス社『鉄の暴風』沖縄タイムス社、1950年
- 嶋津与志（大城将保の筆名）『沖縄戦を考える』ひるぎ社〈おきなわ文庫〉、1983年
- 下嶋哲朗『沖縄・チビチリガマの“集団自決" 』岩波書店〈岩波ブックレット〉、1992年
- 曽野綾子『ある神話の背景 ― 沖縄・渡嘉敷島の集団自決』文藝春秋、1973年 ISBN 978-4569564760
- 富村順一ほか『隠された沖縄戦記』JCA出版、1979年
- 仲程昌徳『沖縄の戦記』朝日新聞社〈朝日選書〉、1982年
- 林博史『沖縄戦と民衆』大月書店、2001年
- 藤原彰（編）『沖縄戦-国土が戦場になったとき』青木書店、1987年
- 宮城晴美『母の遺したもの : 沖縄・座間味島「集団自決」の新しい証言』高文研、2000年。ISBN 4874982492。 NCID BA49948673。
  - 宮城晴美『母の遺したもの : 沖縄・座間味島「集団自決」の新しい事実』（新版）高文研、2008年。ISBN 9784874983942。 NCID BA85317257。
- 森山康平『図説沖縄の戦い：太平洋戦争の戦場』河出書房新社、2003年 ISBN 4-309-76031-7
- 琉球政府（編）『沖縄県史 第8巻』琉球政府、1971年

### その他
- 林 博史『沖縄戦 強制された「集団自決」』 (歴史文化ライブラリー、吉川弘文館、2009）
- 内海愛子『日本軍の捕虜政策』青木書店、2005年
- 大城将保『沖縄戦の真実と歪曲』高文研、2007年
- 太田良博『太田良博著作集3 戦争への反省』ボーダーインク、2005年
- 大原康男『帝国陸海軍の光と影』日本教文社、1982年
- 沖縄タイムス社（編）『挑まれる沖縄戦』沖縄タイムス社、2008年
- 金城重明『｢集団自決｣を心に刻んで』高文研、1995年
- 鴨野守『あばかれた「神話」の正体』祥伝社、 ISBN 9784396613327
- 小林よしのり「沖縄戦神話の真実」、『新ゴーマニズム宣言SPECIAL戦争論3』第11章、幻冬舎、 ISBN 4-344-00356-X
- 櫻井よしこ「沖縄集団自決、梅澤隊長の濡れ衣」
- 謝花直美『証言 沖縄「集団自決」』岩波書店〈岩波新書〉、2008年
- 曽野綾子『沖縄戦・渡嘉敷島「集団自決」の真実』ワック、2006年 ISBN 4-89831-545-3
- 秦郁彦『現代史の虚実』文藝春秋、2008年
- 同『沖縄戦「集団自決」の謎と真実』文藝春秋、2009年 ISBN 978-4-569-70640-5
- 防衛庁防衛研修所戦史室『沖縄方面陸軍作戦』朝雲新聞社〈戦史叢書〉、1968年
- 森山康平『図説・玉砕の戦場』河出書房新社、2004年